# Ninna nanna (film 1933)
Ninna nanna (Lullaby Land) è un film del 1933 diretto da Wilfred Jackson. È un cortometraggio d'animazione della serie Sinfonie allegre, distribuito negli Stati Uniti dalla United Artists il 19 agosto 1933. Personaggi e ambientazioni del film si basano sulla raccolta di poesie di Eugene Field Lullaby-Land: Songs of Childhood (1897). A partire dagli anni novanta viene distribuito col titolo Il paese della ninna nanna.

## Trama
Un bambino, cullato dalla madre che gli canta una ninna nanna, si ritrova trasportato al Paese della ninna nanna, una terra dei sogni in cui i ciucci crescono sugli alberi, pannolini, biberon e vasini marciano in parata e il cane pupazzo del bambino prende vita. Il piccolo si addentra però nel "giardino proibito", che contiene cose pericolose che i bambini non devono toccare, come forbici, coltelli e penne stilografiche. Dopo aver distrutto diversi orologi con un martello, il bambino dà fuoco a una scatola di fiammiferi giganti, che lo inseguono. Il bambino riesce a sfuggire alle fiamme attraversando un laghetto, ma il fumo dei fiammiferi spenti dà vita a tre uomini neri che lo inseguono e ballano, prima di sparire. Il benevolo Omino del sonno vede il bambino nascosto e gli soffia addosso la sua sabbia, mandandolo a dormire di nuovo nella sua culla a casa.

## Distribuzione

### Edizione italiana
Il film è stato distribuito in Italia nel 1934 in lingua originale. È stato doppiato dalla Royfilm solamente in occasione della distribuzione in DVD. Non essendo stata registrata una colonna internazionale, nelle scene cantate la musica è sostituita da una versione riprodotta al sintetizzatore.

### Edizioni home video

#### VHS
Italia
- Silly Symphonies vol. 2 (aprile 1987)[3]

#### DVD
Il cortometraggio fu distribuito in DVD-Video nel secondo disco della raccolta Silly Symphonies, facente parte della collana Walt Disney Treasures e uscita in America del Nord il 4 dicembre 2001 e in Italia il 22 aprile 2004.